# 茨菇灣
茨菇灣（英語：Chi Kwu Wan），又有稱慈菇灣，是香港新界荃灣一個已消失海灣和寮屋村落，原位於現今德士古道和葵福路交界一帶。

## 歷史
茨菇灣原是荃灣南面的一個小海灣。早於20世紀以前，已有人在該處沿山坑開墾耕作。1920年代初，茨菇灣上建成一個碼頭。1930年代初，德士古石油公司獲批在茨菇灣以南的海岬建立油庫，並於沿岸興建德士古道，經茨菇灣連接荃灣。
1950年代中，從德士古道分支開去的醉酒灣道落成，該路起始於茨菇灣，翻過山嶺到達醉酒灣。1950年代末，荃灣發展成新市鎮，茨菇灣海灣被填埋。同期，茨菇灣一帶有不同行業的工廠進駐，工廠之間逐漸發展成一片依山而建的寮屋區，經歷多次火災和山泥傾瀉。1971年1月，寮屋區發生大火，燒燬木屋187間，受影響災民達1040餘人。
至1980年代，村內建有約800多戶寮屋，有約3000名居民，是當時荃灣最大規模的木屋區。村內只有4個公廁，環境惡劣。因應德士古道和荃青交匯處的擴建工程，茨菇灣木屋區終於1988年全面拆卸。閒置多年後，原址大部份地皮於1998年發展成嘉里貨運中心。

## 外部連結
1. ↑  歷史學家許舒有關荃灣的著作中分別引用到「茨菇灣」和「鷓鴣灣」的地名。